# King Street-Old Town
King Street-Old Town è una stazione della metropolitana di Washington, situata sul tratto comune della linea blu e della linea gialla. Si trova ad Alexandria, in Virginia, nei pressi di Union Station.
È stata inaugurata il 17 dicembre 1983, con la prima estensione della linea gialla. La linea blu iniziò a passare per la stazione solo nel 1991, dopo l'apertura della stazione di Van Dorn Street. Inizialmente chiamata solo King Street, ricevette il suo nome attuale nel 2011.
La stazione è servita da autobus dei sistemi Metrobus (anch'esso gestito dalla WMATA) e DASH.